# 马尔科·利瓦亚
马尔科·利瓦亚（1993年8月26日—），是一名克罗地亚足球运动员，司职前锋，现效力于克罗地亚足球甲级联赛球會哈伊杜克。

## 俱乐部生涯
利瓦亚早期在克罗地亚低级别俱乐部GOŠK和弗兰季奇奥姆拉迪纳奇接受职业足球训练，2008年夏季加入萨格勒布迪纳摩青训学院。但不久利瓦贾即转投家乡球队、萨格勒布迪纳摩的死敌哈伊杜克。 2010年初，利瓦亚进入哈伊杜克一线队并在联赛中出场1次。
2010年夏季，他以大约15万欧元的身价加盟意大利足球甲级联赛俱乐部国际米兰。由于该赛季开始意大利足协只允许每支球队签入一名非欧盟球员，国际米兰最终把非欧盟球员名额给了巴西球员库蒂尼奥，而把利瓦亚租借到瑞士球队卢加诺。 但是哈伊杜克上告国际足联，最终国际足联裁定未满18周岁的利瓦亚被禁止成年前在克罗地亚以外的球队注册。2011年夏季，由于国际米兰依然没有足够的非欧盟球员名额，利瓦亚加盟另一支意甲球队切塞纳。他在2011/12赛季上半赛季为切塞纳的成年队和青年队同时出战，其中在意甲联赛中出场3次。
克罗地亚在2011年底加入欧盟，因此利瓦亚终于在2012年1月加盟国际米兰。他进入安德烈·斯特拉马乔尼执教的国际米兰预备队，并帮助球队获得首届NextGen series的冠军。2012年3月，斯特拉马乔尼成为国际米兰一线队主教练后，利瓦亚也得到进入一队的机会，并在4月1日和热那亚的联赛中进入替补名单名单，但没有出场。2012年8月26日，他在2012/13赛季意甲联赛第一轮国际米兰客场3比0击败升班马佩斯卡拉的比赛第84分钟替补迭戈·米利托出场，完成在国际米兰的首次正式比赛亮相。9月20日，他在欧联杯小组赛对阵喀山红宝石的比赛中射进职业生涯的首个进球，帮助国际米兰主场2比2战平对手。
2013年1月31日，国际米兰将利瓦亚一半所有权出让给亚特兰大，他和亚特兰大签订一份为期一年半的合同。

## 国家队生涯
利瓦亚曾经为克罗地亚各级别青年国家队（U15-U20）出场。
2021年9月7日，利瓦亚在对阵斯洛文尼亚队的比赛中打进了自己的首个国际比赛进球，球队最终以3-0的比分获胜。

## 榮譽

### 球會
AEK雅典
- 希臘足球超級聯賽冠軍：2017–18賽季

### 個人
- 希臘足球超級聯賽賽季最佳球員：2019–20賽季